# Мулёвка (приток Камы)
Мулёвка — река в России, протекает по Сарапульскому району Республики Удмуртия. Правый приток Камы.

## География
Река Мулёвка берёт начало у деревни Лысово. Течёт на восток по открытой местности через село Мазунино. Устье реки находится в 256 км по правому берегу реки Кама. Длина реки составляет 17 км.

## Данные водного реестра
По данным государственного водного реестра России относится к Камскому бассейновому округу, водохозяйственный участок реки — отрезок Камы между Воткинской и Нижнекамской ГЭС, не считая рек Буй (до Кармановской ГРЭС), Иж, Ик и Белая; речной подбассейн реки — бассейны притоков Камы до впадения Белой. Речной бассейн реки — Кама.
Код объекта в государственном водном реестре — 10010101412111100015922.